# Crónica del Halconero
La Crónica del Halconero es una obra de la literatura medieval española en dos partes redactadas en diferente fecha y por distinto autor. 
Su redacción conoce, en efecto, dos fases importantes. En la primera (1420-41), el autor, Pero Carrillo de Huete, crea una miscelánea de textos sobre diplomática a partir de la consulta de cualquier documento que llegaba a la cancillería, y a la vez ofrece una colección de anécdotas cortesanas. El autor de la segunda parte (1441-50) es el obispo Lope de Barrientos, quien, dando más importancia al panorama político y a los hechos acaecidos durante el reinado de Juan II, hace un resumen de su crónica ya escrita.